# Zoran Sretenović
Zoran Sretenović (en serbe : Зоран Сретеновић), né le 5 août 1964 à Belgrade en République socialiste de Serbie et mort le 28 avril 2022, est un joueur yougoslave et entraîneur serbe de basket-ball. Il évolue au poste de meneur. 

## Palmarès
Joueur
- Champion d'Europe 1991, 1995
- Champion de Yougoslavie 1988, 1989, 1990, 1991
- Coupe de Yougoslavie 1990, 1991, 1994
- Coupe d'Allemagne 1992
- Coupe d’Europe des clubs champions 1989, 1990, 1991

Entraîneur
- Coupe de Pologne 2011